# Toro y Moi
Chazwick Bradley Bundlick, noto con lo pseudonimo Toro y Moi (Columbia, 7 novembre 1986), è un musicista e produttore discografico statunitense.
La sua musica ha assunto molte forme da quando ha iniziato a produrre, ma è spesso identificato come appartenente alla scena chillwave degli anni 2010. Il suo nome d'arte consiste in un'espressione multilingue costituita dalle parole spagnole "toro" (che vuol dire toro) e "y" (e) e dalla parola francese "moi" (me).

## Biografia
Nato a Columbia (Carolina del Sud) da madre filippina e padre afro-americano, ha studiato presso la Ridge View High School e ha formato al contempo diverse band indie rock. Nella primavera del 2009 si specializza come grafico e conosce il musicista Ernest Greene, poi famoso col nome Washed Out. Verso la metà del 2009 firma un contratto con la Carpark Records, che pubblica il suo album d'esordio ufficiale Causers of This nel gennaio 2010. Nel febbraio 2011 pubblica il suo secondo album, ossia Underneath the Pine. Questo disco riceve la menzione "Best New Music" da Pitchfork. Nel mese di settembre dello stesso anno pubblica un EP intitolato Freaking Out.
Al contempo pubblica una raccolta di "flussi di coscienza", ossia progetti di musica sperimentale, sotto il nome di Sides of Chaz. Nell'aprile 2012 pubblica la raccolta June 2009, che consiste in brani prodotti e registrati nel giugno 2009, prima del debutto ufficiale. Nel gennaio 2013 pubblica il suo terzo album in studio, Anything in Return che viene descritto come una "sorta di mix tra dance e suono degli anni '90". Per promuovere il disco, l'artista intraprende un tour che tocca Nord America ed Europa.
Nel febbraio 2013, sotto il nome Les Sins, pubblica due singoli e si esibisce al SXSW.

## Discografia

### Album
- 2009 - My Touch
- 2010 - Causers of This
- 2011 - Underneath the Pine
- 2013 - Anything in Return
- 2015 - What For?
- 2017 - Boo Boo
- 2019 - Outer Peace
- 2022 - Mahal
- 2024 - Hole Erth

### Raccolte
- 2012 - June 2009

### EP
- 2009 - Body Angles
- 2011 - Freaking Out

### Mixtapes
- 2015 - Samantha
- 2019 - Soul trash